# 김명제 (1863년)
김명제(金命濟, 1863년 8월 15일 ~ 1926년 5월 10일)은 대한민국의 독립운동가이다. 본관은 수안(遂安), 아명(兒名)은 김견명(金堅銘)·김희라(金希羅), 호(號)는 남촌(南村)·남양(南陽).
1977년 3월 1일을 기하여 대한민국 건국포장이, 1990년 3월 1일을 기하여 대한민국 건국훈장 애국장이 각각 추서되었다.

## 생애
경기도 화성(華城) 출생이며 1885년 음서로써 천거된 그는 1906년까지 21년간 대한제국 조선 황조 하위 문관 관료(부군수)를 지낸 그는 1906년 관료직을 사직하고 1919년 3월 26일에서 1919년 3월 28일까지 홍면(洪沔) 등이 계획하여 전개한 경기도 화성군 송산면(松山面) 일대의 독립 만세 운동에 적극적으로 참여하였다. 그는 3월 26일부터 송산면 사강리(沙江里)의 면사무소에서 100여 명의 주민과 함께 태극기를 게양하고 독립만세운동에 참여하였으며, 장날인 이달 28일에도 사위 홍 면 등과 함께 독립만세운동을 벌였다. 이날 오후에 송산면 뒷산에 1천여 명의 군중이 모여 대대적인 독립만세운동을 전개하고 있을 때, 일본인 순사부장 야구광삼(野口廣三)이 이를 제지하려 하였으나 군중은 이에 굴하지 않고 계속 독립만세를 외치자, 야구광삼은 주동자 홍 면 외 2명을 체포하여 꿇어 앉혀 놓았다. 그러나 홍면이 갑자기 일어나서 대한 독립 만세를 외치자 사태의 위급함을 느낀 야구광삼이 권총을 발사하여 총탄이 결국 홍면의 어깨를 관통하였다. 홍면이 비명을 지르고 쓰러지면서 일본인 순사를 죽이라고 외치는 모습을 본 만세시위군중의 분노는 일시에 폭발하였다. 그는 잠깐 집에 들른 사이에 이 소식을 딸로부터 전해 듣고 곧 현장으로 달려가 야구광삼에게 달려들며 차라리 겁내지 말고 자기도 죽여 보라고 대들었는데, 이 때 홍면의 동생 홍준옥(洪浚玉) 등도 함께 달려들었다. 그러자 야구광삼은 자전거를 타고 사강리 주재소 방향으로 도주하였는데, 그는 홍준옥·왕광연(王光演)·문상익(文相翊) 등과 함께 추적하여 도로에서 포위하였다. 이 때 이태순(李泰順)이 발로 자전거를 차서 넘어뜨리자 다른 사람들과 함께 투석으로 사위를 죽인 원수를 살해하는 등 격렬하게 대한 독립 만세 운동을 전개하다가 체포되어, 1920년 7월 5일 고등법원에서 소위 소요·살인 및 보안법 위반 혐의로 징역 10년형을 선고받고 옥고를 치르던 중 옥사 순국하였다.

## 주요 경력
- 前 조선국 경기도 가평군 부군수(1888년 ~ 1893년)
- 前 조선국 경기도 양평군 부군수(1893년 ~ 1897년)
- 前 대한제국 경기도 양평군 부군수(1897년 ~ 1899년)
- 前 대한제국 경기도 고양군 부군수(1899년 ~ 1906년)